# فيضانات كنتاكي الشرقية 2022
فيضانات كنتاكي الشرقية 2022 في 27 يوليو 2022 بدأت الفيضانات التاريخية في ولاية كنتاكي، حيث أعلن حاكم ولاية كنتاكي آندي بيشير حالة الطوارئ قائلاً «إننا نواجه حاليًا أحد أسوأ وأخطر أحداث الفيضانات في تاريخ كنتاكي». قُتل 8 أشخاص على الأقل وما زال العديد في عداد المفقودين.

## ملخص الأرصاد الجوية
في 27 يوليو 2022 بدأت عواصف رعدية كبيرة في أجزاء من شرق كنتاكي وجنوب غرب فيرجينيا مما أدى إلى سلسلة من الفيضانات القاتلة.
في صباح يوم 28 يوليو 2022 أصدر مركز تنبؤات الطقس توقعات معتدلة لمخاطر هطول الأمطار الغزيرة على أجزاء من وسط وشرق ولاية كنتاكي ووست فرجينيا.

## التأثير
أعلن حاكم كنتاكي آندي بشير حالة الطوارئ في 28 يوليو. أغلقت محكمة العدل في كنتاكي المراكز القضائية في مقاطعات فلويد وليتشر وماغوفين وبيري بسبب الفيضانات الشديدة.
تشمل المدن التي تضررت بشدة من الفيضانات في كنتاكي وهازارد وهارلان وبينتسفيل وبريستونسبيرغ وبيكفيل ووايتسبيرغ وفليمينغ نيون وجينكينز، وفي فيرجينيا وباوند وكلينتوود ووايز ونورتون وهايسي وكويبورن. تم إغلاق العديد من الطرق في هذه المناطق. صدرت أوامر بالإجلاء في المدن التي غمرتها الفيضانات بشدة في مناطق وسط المدينة، لأنها كانت المدن الأكثر تضرراً من الفيضانات.